# Маринелла, Лукреция

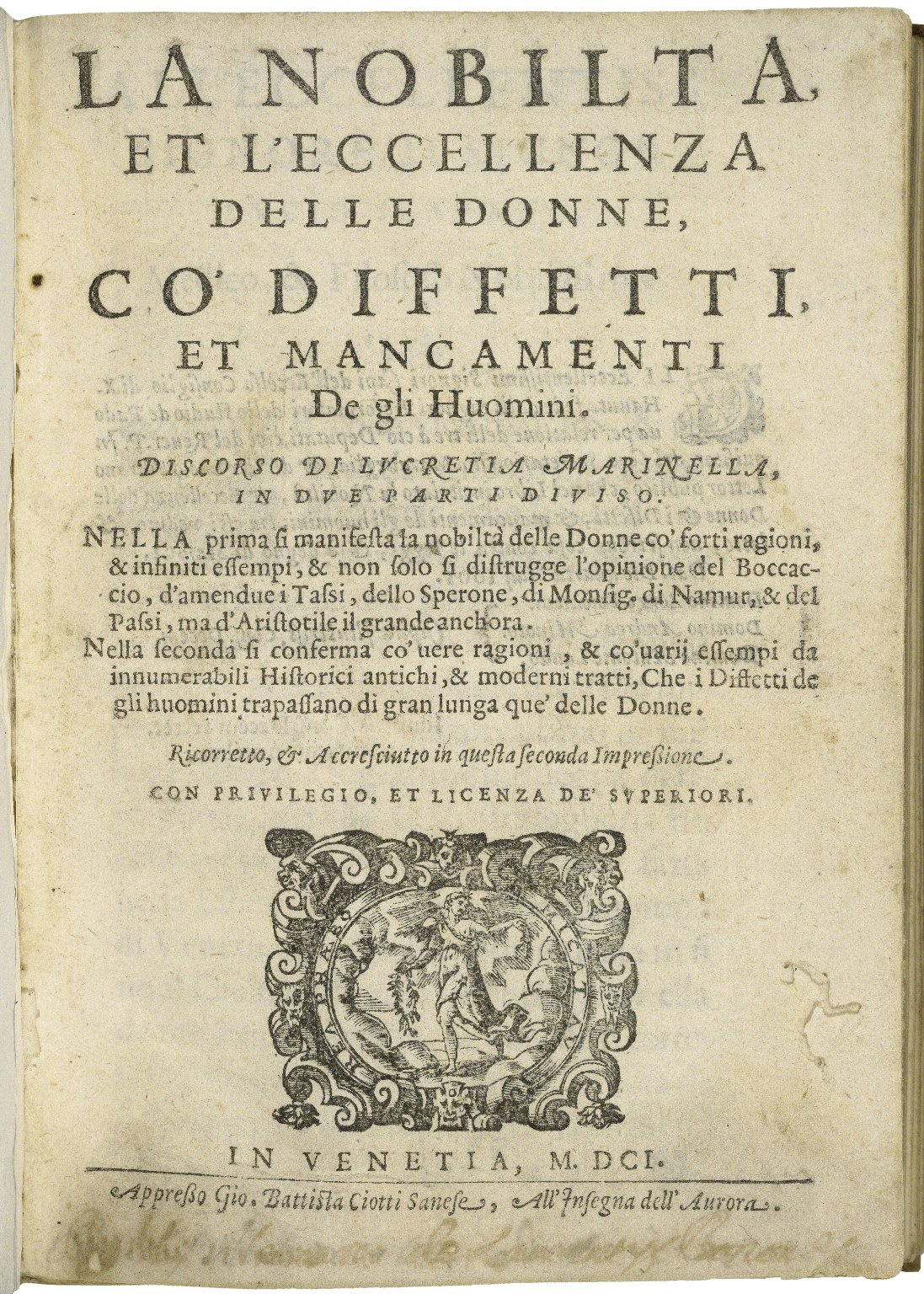
Титульный лист трактата «О благородстве и совершенстве женщин…»

Лукреция Маринелла (итал. Lucrezia Marinella; 1571, Венеция — 1653, там же) — венецианская писательница и поэтесса. Наиболее известна по своей работе «О благородстве и совершенстве женщин и недостатках и пороках мужчин», опубликованной в 1600 году. Это один из первых написанных женщиной полемических трактатов, касающихся положения женщины в обществе.

## Биография
Лукреция Маринелла родилась в 1571 году в Венеции. Её отец, Джованни Маринелли (итал. Giovanni Marinelli), был врачом, автором ряда медицинских трактатов, часть из которых была посвящена женскому здоровью. Получила хорошее образование: благодаря отцу ознакомилась с большим количеством трудов о биологии, медицине, философии; была начитана в латинской и итальянской литературе. Вышла замуж относительно поздно, за врача Джироломо Вакка (итал. Girolomo Vacca). Современники отзывались о Маринелле, как о высокообразованной и талантливой женщине. Они отмечали у неё не только литературные способности, но и музыкальные таланты (она играла на нескольких инструментах и пела), а также её красноречие.
Первое сочинение Маринеллы, поэма на христианский сюжет «Святая Коломба» (итал. La Colomba sacra), было опубликовано в Венеции в 1595 году. В 1600-м году вышел в свет полемический трактат «О благородстве и совершенстве женщин и недостатках и пороках мужчин» (итал. La nobiltà et l'eccellenza delle donne, co' difetti et mancamenti de gli uomini), который считается важнейшей работой в её творчестве. Позднее, в 1600-е годы она написала ещё несколько произведений на христианские сюжеты — поэмы о Деве Марии, Святом Франциске Ассизском и мученице Иустине, а также пастораль «Аркадия» и сборник сонетов и мадригалов. В 1618 году были опубликованы ещё два её произведения — аллегория на тему Купидона и Психеи, а также поэтическая биография Екатерины Сиенской. В 1635 году вышло в свет ещё одно её выдающееся произведение — героическая поэма «Энрико» (итал. L'Enrico ovvero Bisanzio acquistato) в манере «Освобожденного Иерусалима» Торквато Тассо.

## «О благородстве и совершенстве женщин…»
К началу 1600-х годов в Европе на протяжении вот уже почти двух веков продолжался так называемый «спор о женщинах», берущий начало от сочинения Кристины Пизанской «Книга о Граде женском» (фр. Le Livre de la Cité des Dames; 1405), в котором утверждалось, что женщина по своим способностям ни в чём не уступает мужчине. После этого полемические работы о том, что мужчины превосходят женщин, или наоборот — женщины превосходят мужчин, публиковались по всей Европе на французском, итальянском, латинском, немецком, испанском и английском языках. Чаще всего эти трактаты основывались на комбинации аргументов и примеров, почерпнутых из античных источников, а также на цитировании Библии и крупных философов.
Сочинение Маринеллы было ответом на женоненавистиническое произведение Джузеппе Пасси (итал. Giuseppe Passi) «Женские недостатки» (итал. I donneschi diffetti; 1599). Трактат Маринеллы состоит из двух частей. Первая часть называется «Благородство и совершенство женщин», а вторая — «Недостатки и пороки мужчин».
В сочинении она обращается к лингвистическим основам слов, используемых для обозначения женщин, многочисленным примерам выдающихся женщин прошлого и моральному превосходству женщин, а также нравственной деградации мужчин. Она комбинирует учение Аристотеля о причинах с неоплатонической теорией идей и приходит к выводу, что женщина есть проявление совершенной идеи, существующей в сознании Бога.